# 怪奇戀愛作戰
《怪奇戀愛作戰》，是2015年1月9日至2015年3月27日於東京電視台電視劇24時段（00:12 - 00:52，JST）播出的電視連續劇，由麻生久美子主演，此劇是麻生久美子生涯初次主演電視劇，亦是繼《時效警察》之後和同編導之一KERA再度合作。

## 概要
消崎夏美（麻生久美子 飾）、揺木秋子（坂井真紀 飾）和華本冬（緒川環 飾），三個逃避結婚的40歲世代女性，一起被捲入了人造人、吸血鬼和妖怪等不可思議的奇怪現象中，並各自為了現狀而戰鬥。

## 主要角色
- 消崎夏美：麻生久美子
- 揺木秋子：坂井真紀
- 華本冬：緒川環（日语：緒川たまき）

## 製作人員
- 劇本：KERA（日语：ケラリーノ・サンドロヴィッチ）
- 導演：KERA（日语：ケラリーノ・サンドロヴィッチ）
- 製作人：濱谷晃一（東京電視台）、小松俊喜（樂映社（日语：楽映舎））
- 製作總指揮：中川順平
- 製作：「怪奇戀愛作戰」製作委員會

## 播出日程
| 集數 | 播出日  | 標題 |
| ---- | ------- | ---- |
| 1    | 1月10日 |      |
| 2    | 1月17日 |      |
| 3    | 1月24日 |      |
| 4    | 1月31日 |      |
| 5    | 2月07日 |      |
| 6    | 2月14日 |      |
| 7    | 2月21日 |      |
| 8    | 2月28日 |      |
| 9    | 3月07日 |      |
| 10   | 3月14日 |      |
| 11   | 3月21日 |      |

## 外部連結
- 怪奇恋愛作戦 （页面存档备份，存于） - テレビ東京
- 怪奇恋愛作戦 （页面存档备份，存于） - BSジャパン

| 東京電視台 電視劇24                                  | 東京電視台 電視劇24                       | 東京電視台 電視劇24 |
| ---------------------------------------------------- | ----------------------------------------- | ------------------- |
|                                                      | 怪奇戀愛作戰 （2015年1月－2015年3月）     |                     |
| 玉川區役所 OF THE DEAD （2014年10月4日－2014年12月） | 不便的便利屋 （2015年4月11日－2015年6月） |                     |